# Elmer Ambrose Sperry
Elmer Ambrose Sperry (Cincinnatus, 12 ottobre 1860 – Brooklyn, 16 giugno 1930) è stato un inventore statunitense, la cui fama è legata soprattutto alle prime applicazioni della girobussola, inventata da Hermann Anschütz-Kaempfe, le cui proprietà egli aveva cominciato a sperimentare verso il 1896, sia per la stabilizzazione delle navi e degli aeroplani, sia per le bussole di navigazione.
Lavorò con aziende giapponesi e il Governo giapponese. La prima bussola giroscopica di Sperry fu sperimentata nel 1910 a bordo della corazzata USS Delaware (BB-28), ed il suo primo stabilizzatore giroscopico venne applicato nel 1913.
I contributi pionieristici di Sperry in questo campo sono alla base dei sistemi di navigazione inerziale dei quali sono dotati i missili ed i veicoli spaziali. Nel corso della sua carriera, Elmer Ambrose Sperry brevettò circa 400 invenzioni e fondò otto società industriali.

## Biografia
Elmer Ambrose Sperry, Sr. fu figlio di Stephen Decatur Sperry e Mary Burst, discendente di Richard Sperry. La madre morì il giorno seguente il parto.
Passa tre anni al state normal school di Cortland, un anno alla Cornell University nel 1878 e 1879. Si sposta a Chicago, nel 1880 e fonda la Sperry Electric Company. Sposa Zula Augusta Goodman (?-1929) il 28 giugno 1887. Nel 1900 Sperry crea un laboratorio a Washington, assieme a Clifton P. Townshend, per la creazione di soda caustica e scopre un process per l'estrazione di stagno dal metallo grezzo. Nel 1910 fonda la Sperry Gyroscope Company a Brooklyn; la girobussola viene sperimentata sulla nave USS Delaware BB-28. Nel 1914 vince un premio dell'Aéro-Club de France.
Nel 1916, Sperry assieme a Peter Cooper Hewitt sviluppa lo Hewitt-Sperry Automatic Airplane, un precursore dei UAV.
Nel 1918 produce la lampada ad arco per la United States Army e Navy. Nel 1925 il figlio Lawrence Burst Sperry (1892-1925), muore nel mare del Nord in un incidente aereo. Nel gennaio 1929 vende Sperry Gyroscope Company alla North American Aviation. La moglie muore a L'Avana il 31 marzo successivo. Muore al St. John's Hospital di Brooklyn il 16 giugno 1930 per una colelitiasi di sei settimane prima.

## Associazionismo
Fu membro di:
- Fondatore e membro della American Institute of Electrical Engineers
- Fondatore e membro della American Electro-Chemical Society
- American Association for the Advancement of Science
- American Physical Society
- American Society of Mechanical Engineers
- Society of Naval Architects and Marine Engineers
- New York Electrical Society
- American Petroleum Institute
- Edison Pioneers
- National Aeronautical Association
- Aero Club of America
- Engineering Societies' Building and Engineers' Club
- National Electric Light Association
- Franklin Institute
- Japan Society
- Direttore del Museum of the Peaceful Arts
- Fondatore e membro del Naval Consulting Board

## Onorificenze
- Aéro-Club de France (1914)
- Franklin Institute Medal (1914)
- Collier Trophy (1915)
- Collier Trophy (1916)
- Holley Medal (1927)
- John Fritz Medal (1927)
- Albert Gary Medal (1927)
- Elliott Cresson Medal, Franklin Institute (1929)
- Due decorazioni dell'ultimo Zar di Russia
- Due decorazioni dell'Imperatore del Giappone, Ordine del Sol Levante e Ordine del Sacro Tesoro
- Grand prize del Panama Exposition.[1]
- USS Sperry (AS-12) in suo onore
- Elmer A. Sperry Award per Advancing the Art of Transportation
- Sperry Center nel campus SUNY Cortland a Cortland

## Aziende
- Sperry Electric Mining Machine Company, (1888)
- Sperry Electric Railway Company, (1894)
- Chicago Fuse Wire Company, (1900)
- Sperry Rail Service (1911)
- Sperry Gyroscope Company (1910), fondata per la fabbricazione della girobussola, inventata da Hermann Anschütz-Kaempfe nel 1908. Il primo esemplare fu installato sulla USS Delaware (BB-28) nel 1911, poi Sperry Marine [collegamento interrotto].

## Eredità
Sono a lui intitolati:
- Il Premio Elmer A. Sperry, che incoraggia il progresso nel settore dell'ingegneria dei trasporti
- La nave di supporto ai sottomarini USS Sperry (AS-12)
- Lo Sperry Center del College della State University of New York a Cortland